# Eleocharis schenckii
Eleocharis schenckii är en halvgräsart som beskrevs av Johann Otto Boeckeler. Eleocharis schenckii ingår i släktet småsäv, och familjen halvgräs. Inga underarter finns listade i Catalogue of Life.